# Utupuafluiter
De utupuafluiter (Pachycephala utupuae, synoniem Pachycephala vanikorensis) is een zangvogel uit de familie Pachycephalidae (dikkoppen en fluiters).  Eerder werd deze soort beschouwd als een ondersoort van de santacruzfluiter (P. vanikorensis).

## Verspreiding en leefgebied
Deze vogel komt voor op het eiland Utupua (noordelijke Santa Cruz-eilanden) in het zuidoosten van de Salomonseilanden. 